# Solfrid Koanda
Solfrid Eila Amena Koanda (* 13. November 1998 in Oulu, Finnland) ist eine norwegische Gewichtheberin. Sie gewann die Goldmedaille in der Gewichtsklasse bis 81 kg der Frauen bei den Olympischen Spielen 2024 in Paris, wo sie zudem neue olympische Rekorde im Reißen und der Gesamtwertung aufstellte. Sie ist Weltmeisterin und dreifache Europameisterin. Sie gewann Gold bei den Frauen bis 87 kg bei der Weltmeisterschaft 2022, Bronze bei der Weltmeisterschaft 2021 und nacheinander Gold bei den Europameisterschaften 2022, 2023 und 2024.

## Werdegang
Koanda begann 2020 mit dem Gewichtheben und hatte ihr Debüt im selben Jahr bei der norwegischen Meisterschaft in der Gewichtsklasse bis 87 kg, wo sie den zweiten Platz belegte und einen neuen nationalen Rekord im Stoßen aufstellte. Im Februar 2021 stellte sie bei einem Wettkampf in Lillesand mit einer Leistung von 96 kg im Reißen, 125 kg im Stoßen und einer Gesamtwertung von 221 kg neue nationale Rekorde in der Gewichtsklasse bis 87 kg auf. Koanda hatte ihr internationales Wettkampfdebüt bei der Europameisterschaft 2021, wo sie die Bronzemedaille im Reißen gewann und damit einen neuen nationalen Rekord mit 135 kg aufstellte und im Zweikampf den 5. Platz erreichte. Bei der Junioren- und U23-Europameisterschaft 2021 in Rovaniemi gewann sie Gold in der Gewichtsklasse bis 87 kg. Sie gewann Gold im Stoßen und Bronze im Zweikampf bei der Weltmeisterschaft 2021.
Bei der Europameisterschaft 2022 in Tirana und der Weltmeisterschaft 2022 in Bogotá gewann Koanda die Goldmedaillen im Reißen, Stoßen und Zweikampf, wodurch sie zur ersten norwegischen Weltmeisterin im Gewichtheben wurde. Sie verteidigte ihren Titel bei der Europameisterschaft 2023 in Jerewan und gewann die Goldmedaille im Stoßen bei der Weltmeisterschaft 2023 in Riad. Koanda gewann die Goldmedaillen im Reißen, Stoßen und im Zweikampf zum dritten Mal in Folge bei der Europameisterschaft 2024 in Sofia.
Koanda gewann Gold in der Gewichtsklasse bis 81 kg bei den Olympischen Spielen 2024 in Paris, wo sie zudem neue olympische Rekorde im Reißen (154 kg) und der Gesamtwertung (275 kg) aufstellte. Darüber hinaus ist sie die erste norwegische Olympiasiegerin im Gewichtheben seit den Olympischen Spielen 1972 und die erste Norwegerin, die seit den Olympischen Spielen 2004 eine olympische Einzelgoldmedaille bei den Sommerspielen gewann. Sie war die Flaggenträgerin Norwegens bei der Abschlusszeremonie der Spiele. Aufgrund ihrer Erfolge aus dem Jahr 2024 wurde Koanda bei der norwegischen Sportgala Idrettsgallaen im Januar 2025 in der Kategorie „Sportlerin des Jahres“ ausgezeichnet.
Sie gewann ihren vierten Kongepokal im März 2025, nachdem sie bei den norwegischen Gewichthebermeisterschaften 2025 in Bergen gewonnen hatte.

## Persönliches
Koanda wurde in Finnland als Tochter einer finnischen Mutter aus Oulu und eines ivorischen Vaters geboren. Als sie neun Jahre alt war, zog die Familie nach Grimstad, Norwegen. Von ihrem 15. bis zu ihrem 18. Lebensjahr lebte sie in einer Pflegefamilie. In dieser Zeit begann sie mit CrossFit. Sie hat außerdem die finnische Staatsbürgerschaft.
Koanda arbeitete als Elektrikerin, bevor sie gegen Ende 2022 Vollzeitsportlerin wurde. Sie lebt derzeit in Grimstad und vertritt den Larvik Atletklubb.

## Erfolge
| Jahr                  | Austragungsort    | Gewicht           | Reißen (kg)       | Reißen (kg)       | Reißen (kg)       | Reißen (kg)       | Stoßen (kg)       | Stoßen (kg)       | Stoßen (kg)       | Stoßen (kg)       | Gesamt (kg)       | Rang              |
| Jahr                  | Austragungsort    | Gewicht           | 1                 | 2                 | 3                 | Rang              | 1                 | 2                 | 3                 | Rang              | Gesamt (kg)       | Rang              |
| Olympische Spiele     | Olympische Spiele | Olympische Spiele | Olympische Spiele | Olympische Spiele | Olympische Spiele | Olympische Spiele | Olympische Spiele | Olympische Spiele | Olympische Spiele | Olympische Spiele | Olympische Spiele | Olympische Spiele |
| --------------------- | ----------------- | ----------------- | ----------------- | ----------------- | ----------------- | ----------------- | ----------------- | ----------------- | ----------------- | ----------------- | ----------------- | ----------------- |
| 2024                  | Paris             | 81 kg             | 117               | 121               | 124               | 2                 | 148               | 154 (OR)          | 162               | 1                 | 275 (OR)          | 1                 |
| Weltmeisterschaften   |                   |                   |                   |                   |                   |                   |                   |                   |                   |                   |                   |                   |
| 2021                  | Taschkent         | 87 kg             | 98                | 103               | 107               | 7                 | 135               | 141               | 142               | 1                 | 244               | 3                 |
| 2022                  | Bogotá            | 87 kg             | 108               | 110               | 113               | 1                 | 143               | 143               | 147               | 1                 | 260               | 1                 |
| 2023                  | Riad              | 87 kg             | 115               | 115               | 115               | —                 | 140               | 150               | 156               | 1                 | —                 | —                 |
| Europameisterschaften |                   |                   |                   |                   |                   |                   |                   |                   |                   |                   |                   |                   |
| 2021                  | Moskau            | 87 kg             | 95                | 100               | 104               | 8                 | 125               | 130               | 135               | 3                 | 235               | 5                 |
| 2022                  | Tirana            | 87 kg             | 103               | 107               | 109               | 1                 | 133               | 138               | 143               | 1                 | 252               | 1                 |
| 2023                  | Jerewan           | 87 kg             | 110               | 110               | 117               | 1                 | 145               | 153               | 155               | 1                 | 272               | 1                 |
| 2024                  | Sofia             | 87 kg             | 114               | 118               | 120               | 1                 | 148               | 155               | 160               | 1                 | 280               | 1                 |